# Cryptosporiopsis longispora
Cryptosporiopsis longispora är en svampart som först beskrevs av J.F.H. Beyma, och fick sitt nu gällande namn av Arx 1957. Cryptosporiopsis longispora ingår i släktet Cryptosporiopsis och familjen Dermateaceae.   Inga underarter finns listade i Catalogue of Life.